# Nationales Olympisches Komitee für Deutschland
NOK, Nationales Olympisches Komitee für Deutschland var tidigare Tysklands olympiska kommitté och hade sitt säte i Frankfurt am Main. Grundandet skedde 1949.
Den 20 maj 2006 fusionerade sig Nationales Olympisches Komitee für Deutschland med det tyska sportförbundet Deutscher Sportbund och blev den nya organisationen Deutscher Olympischer Sportbund (DOSB). NOK kom därmed att upplösa sig självt.